# 私営田領主
私営田領主（しえいでんりょうしゅ）とは、平安時代に在地の富豪層（有力農民や豪族）によって経営された営田である私営田を経営する領主に与えられた概念。石母田正が『中世的世界の形成』（1946年）において封建領主の成立過程を説明するの中でこの概念を導入してから歴史学界で用いられるようになった。
平安時代中期に郡司や荘長であった者や地方に下向してそのまま土着した国司などが、農民に種子（籾）や農料（食料や「功料」と呼ばれる報酬分）を与えて私有地を耕させ、その全収穫を自らのものとすることで領主化したものである。伊賀国の藤原実遠や平将門に代表される坂東軍事貴族はその典型であった。平安時代後期に権門や国衙と結びつきながらこうした私営田を荘園化させて自らはそこの荘官・下司・公文・地頭などに就任して在地領主になる者、職を獲得して在地領主を介して作人を使役することで一定の加地子を獲得する加地子領主になる者が現れた。